# Karel Bětík
Karel Bětík (né le 28 octobre 1978 à Ostrava en Tchécoslovaquie) est un joueur professionnel tchèque de hockey sur glace.

## Carrière de joueur
Lors de la saison 1996-1997, il se joint aux Rockets de Kelowna de la Ligue de hockey de l'Ouest. À la suite de cette saison, il est repêché en 5e ronde, 112e au total par le Lightning de Tampa Bay.
Après une deuxième saison avec les Rockets de Kelowna, il commence sa carrière professionnelle en 1998-1999, alors qu’il évolue avec les Lumberjacks de Cleveland de la Ligue internationale de hockey, en plus de jouer trois matchs dans la Ligue nationale de hockey avec le Lightning de Tampa Bay.
Il poursuit ensuite sa carrière dans différents circuits professionnels mineurs américains. Il fait des passages avec les Vipers de Détroit (Ligue internationale de hockey), le Storm de Toledo (East Coast Hockey League), les Condors de Bakersfield (West Coast Hockey League), ainsi qu’avec les Icemen de B.C., les Generals de Flint et les IceHogs de Rockford (United Hockey League).
Il passe finalement deux saisons avec le Saint-François de Sherbrooke, avant de prendre sa retraite au printemps 2005.

## Statistiques
| Saison     | Équipe                       | Ligue      |    | Saison régulière | Saison régulière | Saison régulière | Saison régulière | Saison régulière |   | Séries éliminatoires | Séries éliminatoires | Séries éliminatoires | Séries éliminatoires | Séries éliminatoires |
| Saison     | Équipe                       | Ligue      | PJ | B                | A                | Pts              | Pun              | PJ               | B | A                    | Pts                  | Pun                  |                      |                      |
| 1996-1997  | Rockets de Kelowna           | LHOu       | 56 | 3                | 10               | 13               | 76               | 6                | 1 | 1                    | 2                    | 2                    |                      |                      |
| 1997-1998  | Rockets de Kelowna           | LHOu       | 61 | 5                | 25               | 30               | 121              | 7                | 1 | 2                    | 3                    | 8                    |                      |                      |
| 1998-1999  | Lightning de Tampa Bay       | LNH        | 3  | 0                | 2                | 2                | 2                | -                | - | -                    | -                    | -                    |                      |                      |
| 1998-1999  | Lumberjacks de Cleveland     | LIH        | 74 | 5                | 11               | 16               | 97               | -                | - | -                    | -                    | -                    |                      |                      |
| 1999-2000  | Vipers de Détroit            | LIH        | 17 | 0                | 0                | 0                | 22               | -                | - | -                    | -                    | -                    |                      |                      |
| 1999-2000  | Storm de Toledo              | ECHL       | 22 | 0                | 7                | 7                | 42               | -                | - | -                    | -                    | -                    |                      |                      |
| 2000-2001  | Condors de Bakersfield       | WCHL       | 62 | 3                | 18               | 21               | 105              | 3                | 0 | 1                    | 1                    | 10                   |                      |                      |
| 2001-2002  | Icemen de B.C.               | UHL        | 70 | 7                | 26               | 33               | 74               | 8                | 0 | 2                    | 2                    | 15                   |                      |                      |
| 2002-2003  | Generals de Flint            | UHL        | 56 | 5                | 11               | 16               | 51               | -                | - | -                    | -                    | -                    |                      |                      |
| 2002-2003  | IceHogs de Rockford          | UHL        | 10 | 1                | 2                | 3                | 8                | 3                | 0 | 0                    | 0                    | 4                    |                      |                      |
| 2003-2004  | Saint-François de Sherbrooke | LHSMQ      | 50 | 5                | 20               | 25               | 54               | 10               | 0 | 1                    | 1                    | 8                    |                      |                      |
| 2004-2005  | Saint-François de Sherbrooke | LNAH       | 50 | 2                | 9                | 11               | 34               | 6                | 1 | 3                    | 4                    | 18                   |                      |                      |
| Totaux LNH | Totaux LNH                   | Totaux LNH | 3  | 0                | 2                | 2                | 2                | -                | - | -                    | -                    | -                    |                      |                      |